# Tadao Kikumoto
Tadao Kikumoto (jap. 菊本忠男, Kikumoto Tadao) ist ein ehemaliger Präsident der Roland Corporation.
Vorher war er Leiter der Produktentwicklung und entwarf den analogen Synthesizer Roland TB-303 und den Drumcomputer Roland TR-909 und trug maßgeblich zur Entwicklung von Rolands erstem digitalen Synthesizer Roland D-50 bei.